# ババッド・タナハ・ジャーウィー
ババッド・タナハ・ジャーウィー（インドネシア語: Babad Tanah Jawi）は、インドネシアのジャワの歴史書。
書名の「ババッド」(babad)というのは、本来は「森などを切り開く」(mbabad)という意味だが、転じて「王宮を築く」、さらに「王都、国造りを記す」の意味に変わり、「歴史」(babad)という意味に変わり、歴史に関する書を指すようになった。「Tanah」とは、土地を示している。それ故、書名は「ジャワの国土の歴史」という意味になる。内容はアダムからはじまり、ヒンドゥー教の神々、クディリ王国、マジャパイト王国、ドゥマク王国を経て、マタラム王国に到る歴史を記している。17世紀から18世紀に編纂された。
しかし、この書は歴史書というよりも、マタラム王国の正統性を証明するためのものといった方が正しく、その意味では神話ともいえるものである。この書の中で、一般的なワリ・サンガ以外の聖人を入れたのも、ドゥマク王国からマタラム王国の正統性が継承されていることを示すために、マタラム王国に関係した聖人を加えたと考えられる。
本書の特徴は、基本的にイスラームの教えを中心にしながらも、ヒンドゥーや仏教を否定していない点にある。